# 全国軽自動車運送連合会
全国軽自動車運送連合会（ぜんこくけいじどうしゃうんそうれんごうかい、全軽連）は、東京商事が運営していた、運送取次事業の屋号である。新聞やチラシなどに広告を出し、軽貨物運送事業者の募集や仕事の斡旋などを行っていた。
2014年10月、東京商事の全株式が、オフィス用品大手のプラスの物流子会社であるプラスロジスティクスに全株譲渡され、子会社化された。
また2015年10月1日、東京商事の商号は「タウンサービス」へ変更され、全軽連の事業を引き継いだ。

## 事件
北海道と埼玉県は2010年8月9日、特定商取引法に規定する「業務提供誘引販売取引（内職商法）」に該当するとして、東京商事に対し６か月間の業務停止命令を下した。同社は過大な収入を示して新規会員（個人運送事業者）を勧誘し、入会金を徴収したり新車を買わせたりしていたが、広告には根拠がなく、苦情が相次いだという。